# 403rd Wing

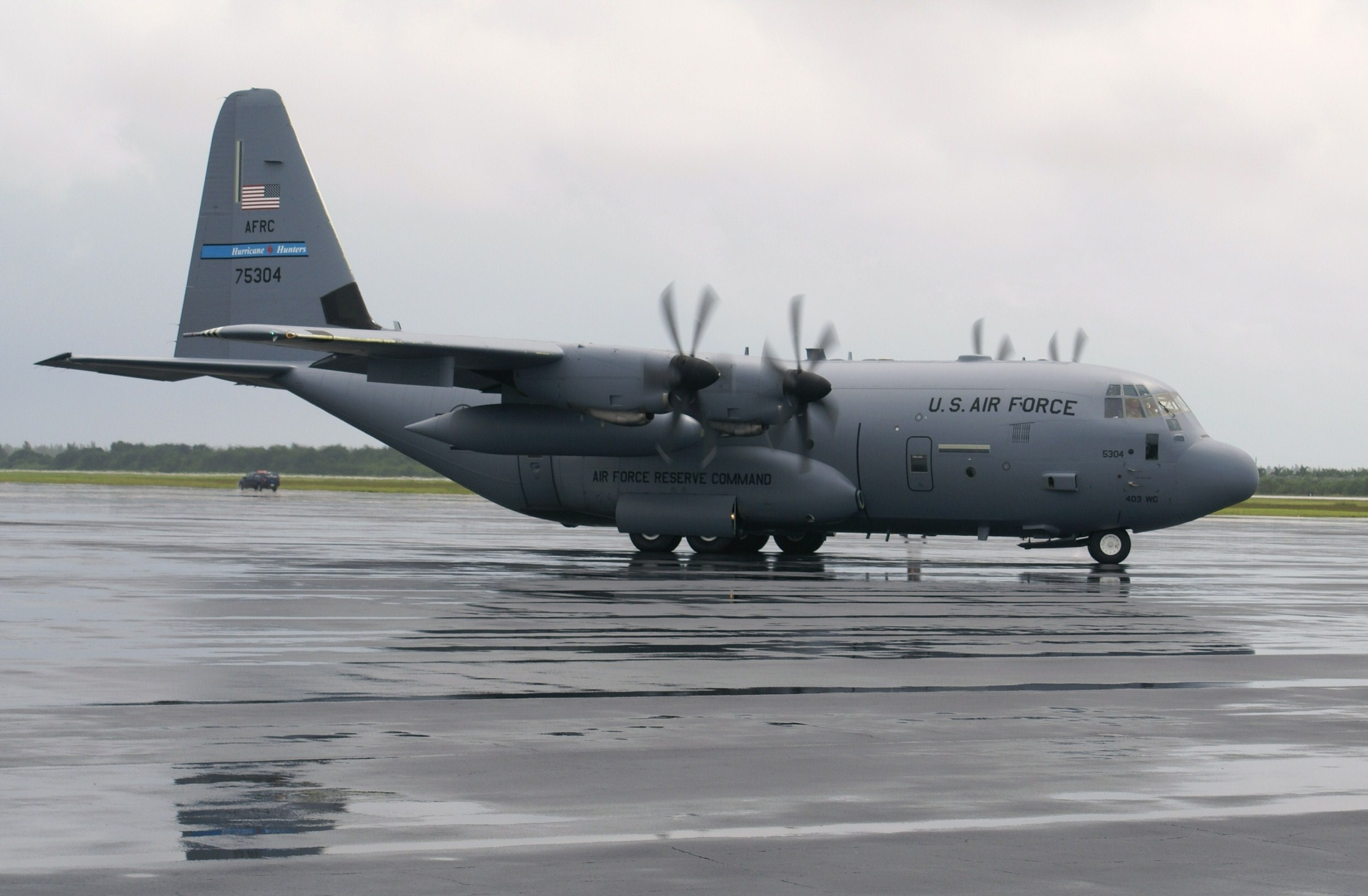
WC-130J del 53rd WRS

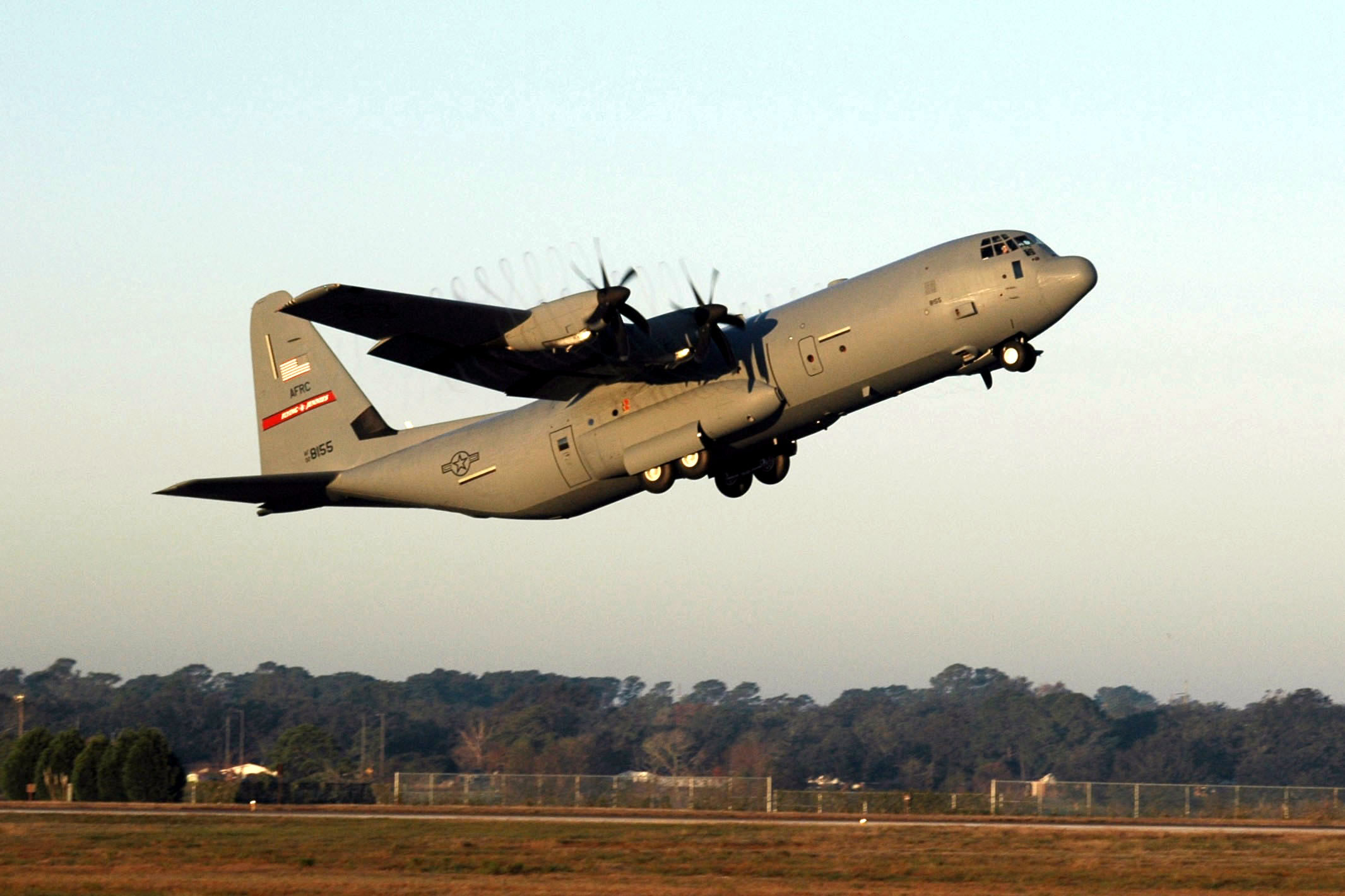
C-130J del 815th AS

Il 403rd Wing è uno Stormo composito della Air Force Reserve Command, inquadrato nella Twenty-Second Air Force. Il suo quartier generale è situato presso la Keesler Air Force Base, nel Mississippi.

## Organizzazione
Attualmente, al settembre 2017, esso controlla:
- 403rd Operations Group
  -  53rd Weather Reconnaissance Squadron, striscia di coda azzurra con scritta Hurricane Hunters bianca - Equipaggiato con 10 WC-130J
  -  815th Airlift Squadron, striscia di coda rossa con scritta FLYING JENNIES bianca - Equipaggiato con 10 C-130J
  - 36th Aeromedical Evacuation Squadron
  - 403rd Operations Support Flight
  - 5th Operational Weather Flight
  - 403rd Airlift Control Flight
- 403rd Mission Support Group
  - 80th Aerial Port Squadron
  - 403rd Security Forces Squadron
  - 403rd Logistic Readiness Squadron
  - 403rd Force Support Squadron
  - 403rd Communications Flight
- 403rd Maintenance Group
  - 403rd Maintenance Squadron
  - 403rd Aircraft Maintenance Squadron
- 403rd Aeromedical Staging Squadron